# 杜布羅夫尼克猶太會堂

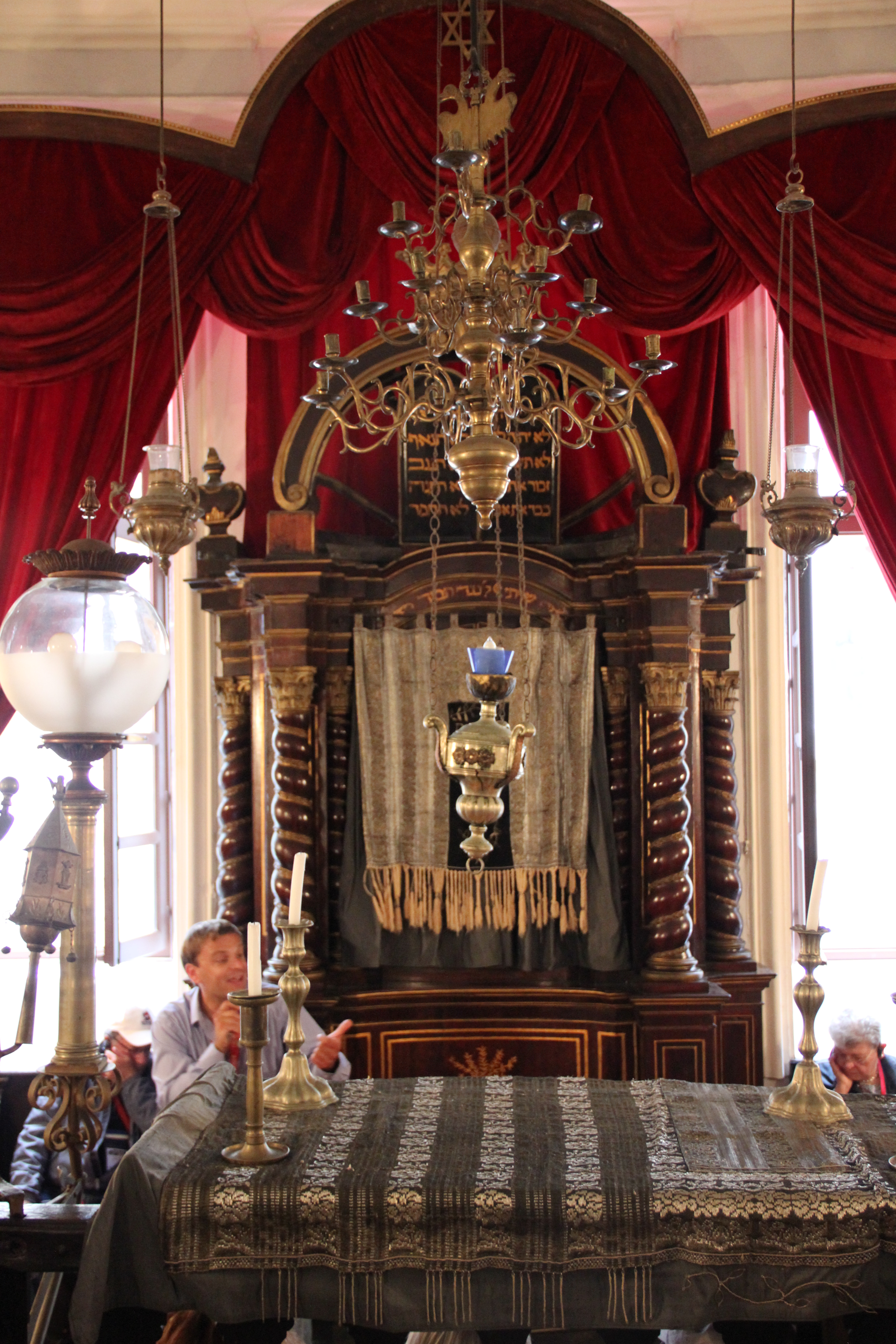

杜布羅夫尼克猶太會堂（Dubrovnik Synagogue）是位於克羅埃西亞城市杜布羅夫尼克的一座猶太會堂。杜布羅夫尼克猶太會堂是世界歷史最久的現今仍然使用的塞法迪猶太人猶太會堂。

## 外部連結
- Beth Hatefutsoth: Jewish Community of Dubrovnik  （页面存档备份，存于）
- Jewish Heritage Online Magazine: Dubrovnik （页面存档备份，存于）

42°39′02″N 18°05′29″E / 42.65056°N 18.09139°E